# Spathius caenius
Spathius caenius är en stekelart som beskrevs av Nixon 1943. Spathius caenius ingår i släktet Spathius och familjen bracksteklar. Inga underarter finns listade i Catalogue of Life.